# Сражение у Элли
Сражение у Элли (греч. Ναυμαχία της Έλλης), или Бой у Дарданелл, или Бой у Геллеспонта — морское сражение во время Первой Балканской войны 1912—1913 годов. Произошло 3 (16) декабря 1912 года у северного побережья Эгейского моря у южного входа в пролив Дарданеллы близ мыса Геллес (Хеллес) между турецкой и греческой броненосными эскадрами.

## Ситуация перед боем и силы сторон
Греция отказалась подписать перемирие, заключённое с Турцией 2 декабря 1912 года её союзницами — Болгарией и Сербией, чтобы продолжать блокаду Дарданелл. Турция стремилась снять блокаду, кроме того, победа на море могла психологически поддержать турок после поражений на суше. Турецкий броненосный флот, ранее действовавший против болгарских войск на побережье Чёрного и Мраморного морей, был перебазирован в Дарданеллы и начал усиленно готовиться к бою. Ежедневно проводились учения, эскадра упражнялась в артиллерийской стрельбе, миноносцы проводили минные стрельбы. Нерешительный командующий адмирал Тахир-бей был снят с должности и заменен энергичным капитаном 1-го ранга Рамзи-беем.
В составе турецкого флота в Дарданеллах имелись купленные у Германии устаревшие броненосцы «Хайреддин Барбаросса» (флагман) и «Торгут Рейс» (из серии «Бранденбург», водоизмещение 10 000 тонн, ход 15 узлов, вооружение: по шесть 11-дюймовых и шесть 4-дюймовых орудий), броненосные крейсера «Мессудие» (9100 тонн, 17 узлов, два 9-дюймовых и двенадцать 6-дюймовых орудий) и «Ассари Тевфик» (4700 тонн, 12 узлов, три 6-дюймовых и семь 4,7-дюймовых орудий), переделанные из старых броненосных фрегатов времен русско-турецкой войны. В Дарданеллах также базировались лёгкие силы — два наиболее современных в турецком флоте бронепалубных крейсера «Хамидие» (отремонтирован после подрыва болгарским миноносцем) и «Меджидие», а также восемь новых эсминцев, правда — с засоренными котлами.

Турецкие броненосцы «Хайреддин Барбаросса» и «Торгут Рейс» прибывают из Германии. Гравюра

Греческая блокирующая эскадра, которой командовал контр-адмирал Павлос Кунтуриотис, базировалась в бухте Мудрос на острове Лемнос, и также состояла из четырёх броненосных кораблей — новейшего броненосного крейсера «Георгиос Авероф» (флагман, 10000 тонн, 22,5 узла, четыре 9-дюймовых и восемь 7,5-дюймовых орудий), трёх устаревших броненосцев береговой обороны «Идра», «Псара» и «Спеце» (4900 тонн, 17 узлов, по три 10,5-дюймовых и пять 6-дюймовых орудий). Лёгкие силы эскадры составляли 14 новых эсминцев, в том числе четыре больших, фактически минные крейсера — «Аэтос», «Иэракс», «Пантир», «Леон» (980 тонн, 32 узла, четыре 4-дюймовых орудия). У острова Тенедос также находилось 5 устаревших греческих миноносцев и субмарина, использовавшаяся как дозорное судно. Турецкий флот, имея два устаревших, но всё же достаточно мощных линкора додредноутного класса, превосходил греческий в тяжелых броненосных кораблях и артиллерийском вооружении, но уступал в скорости и манёвренности.

## Сражение
Предупреждённый по радио дозорными эсминцами о приготовлениях турок, Кондуриотис два дня курсировал перед входом в Дарданеллы вне досягаемости огня береговых турецких батарей. В 7 утра 16 декабря капитан Рамзи-бей дал приказ своей эскадре сниматься с якорей и идти к выходу из Дарданелл. Погода была ясная с небольшим туманом, море — абсолютно гладким. В 8:20 греки заметили выходящие из Дарданелл строем фронта «Хайреддин Барбаросса», «Торгут Рейс», «Мессудие» и «Ассари Тевфик». Оказавшись вне сферы действия орудий своих береговых фортов, броненосные корабли Рамзи-бея построились за флагманским «Хайреддином» в кильватерную колонну и двинулись на скорости 8 узлов на запад, навстречу греческому флоту. Быстроходный бронепалубный крейсер «Меджидие» и восемь эсминцев остались в резерве у входа в пролив.

Крейсер «Хамидие» из базы не выходил.
Адмирал Кондуриотис также построил свои броненосные корабли в кильватерную линию. Отдельно, в авангарде, шли четыре больших эсминца. В 9:10 турецкие корабли, находясь на расстоянии в 10 км от противника, первыми открыли огонь, но не добились попаданий. Через 10 минут ответный огонь из своих дальнобойных орудий открыл «Георгиос Авероф», а через 15 минут стали стрелять устаревшие пушки греческих броненосцев. Обе эскадры повернули на север и шли, ведя артиллерийский бой, параллельными курсами. Внезапно греческий адмирал на крейсере «Авероф», самом сильном корабле флота, отделился от своих тихоходных броненосцев, предоставив им действовать самостоятельно, а сам вышел вперёд и, пересекая курс турецкой эскадры, попытался поставить её под перекрёстный огонь и отрезать от берега. Три греческих броненосца, напротив, замедлили ход, пытаясь отвлечь турок на себя и оттянуть подальше от берега.

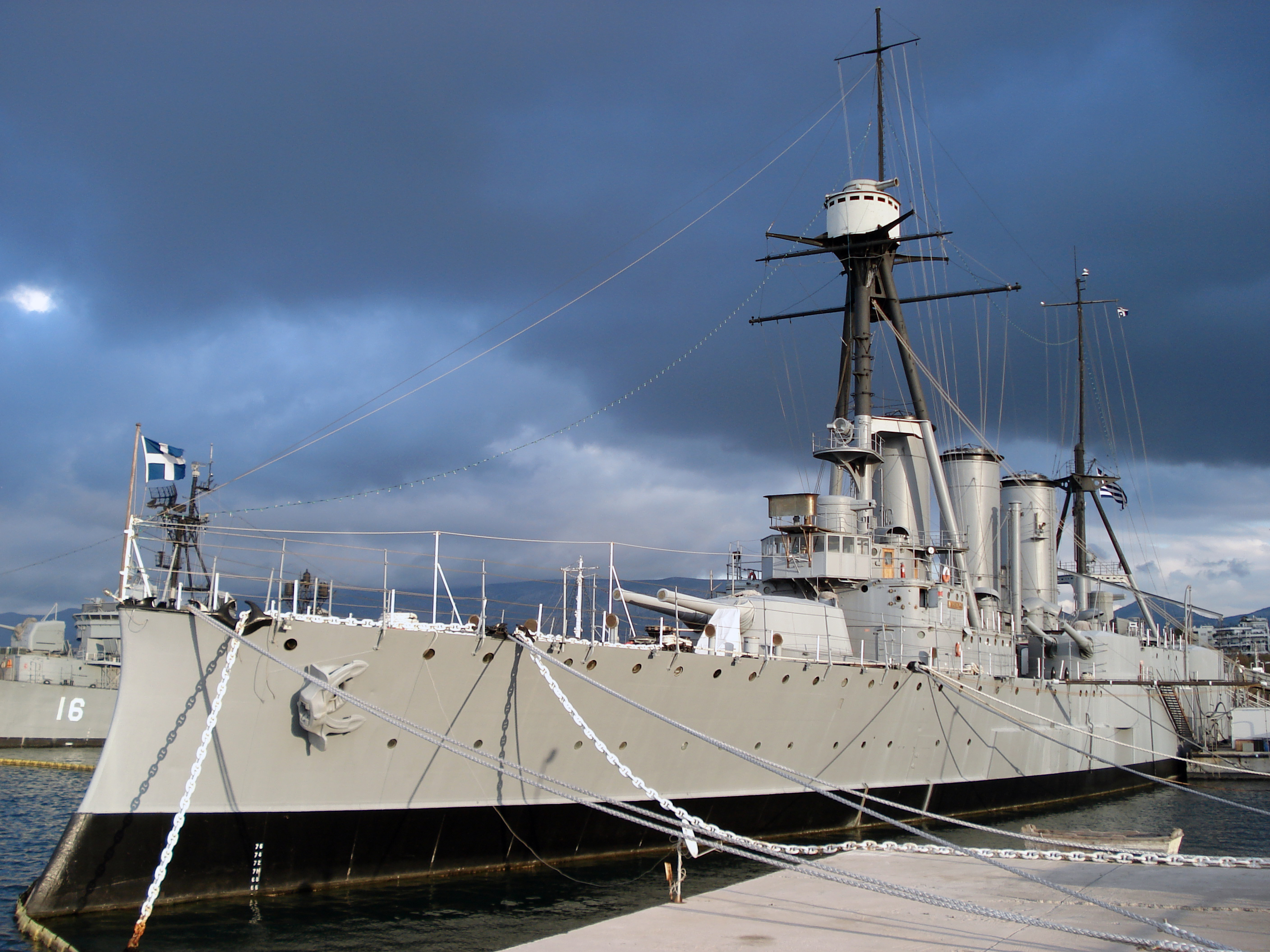
Греческий крейсер «Авероф» на мемориальной стоянке в Афинах

Греки действовали решительно, атакуя более слабыми, но быстроходными кораблями турецкие броненосцы. Крейсер «Авероф» обошёл вражескую эскадру со стороны берега, так что даже попал под огонь береговых батарей. «Авероф» сблизился с флагманским турецким броненосцем «Хайреддин Барбаросса», сосредоточив на нём огонь всех своих орудий. Турецкий броненосец получил в результате обстрела с «Аверофа» серьёзные повреждения. На нём была выведена из строя одна из башен главного калибра, разрушен носовой артиллерийский пост, разбит мостик и повреждено осколками несколько котлов. В надводном борту выше броневого пояса была большая пробоина, на корабле вспыхнул пожар. Греческий крейсер также пострадал, получив пробоину от крупнокалиберного снаряда у ватерлинии и попадания в переднюю дымовую трубу и в район спардека. Сблизившись на расстояние минного выстрела, «Авероф» пустил торпеду, которая прошла перед носом «Хайреддина».
В 10 часов один из греческих броненосцев вышел из строя и повернул на запад из-за вспыхнувшего на нём сильного пожара. Казалось, туркам удалось добиться успеха, их броненосцы задействовали среднюю артиллерию, расстреливая идущие от них в 4 км оставшиеся два небольших греческих корабля береговой обороны. Однако в этот момент на помощь броненосцам греков пришла их минная флотилия. Греческий эсминец «Иеракс» смело атаковал крейсер «Мессудие», обстреляв его из своих 4-дюймовых орудий. Старый турецкий корабль, получив несколько попаданий, замедлил ход и вышел из боевой линии. Следом стала ломать строй вся турецкая эскадра, поворачивая на восток — ко входу в Дарданеллы. Стремясь быстрее укрыться под защитой береговых батарей, турецкие броненосцы увеличили ход до 12 узлов. Греки не пытались преследовать противника, отвернув на запад. В 10:15 бой прекратился за расхождением сторон, хотя турки продолжали ещё стрелять 10 минут по уже недосягаемому для них противнику.

## Итоги сражения
Материальные потери сторон были небольшими, но своим отступлением заметно более сильный турецкий флот фактически признал поражение от греческого. Туркам не удалось ни разбить греков, ни заставить их снять блокаду Дарданелл. Вечером 16 декабря турки выслали на разведку из Дарданелл три эсминца, но их сразу отогнали назад восемь греческих эсминцев. Тем не менее, вернувшись на свою базу, Рамзи-бей немедленно послал в Стамбул миноносец с сообщением о победе. Султан пожаловал флагманскому кораблю своей эскадры исторический боевой флаг знаменитого турецкого капудан-паши XVI века Хайреддина «Рыжебородого» (Барбароссы), в честь которого был назван турецкий броненосец. Однако сам Рамзи-бей перешёл с сильно повреждённого в бою «Хайреддина» на менее пострадавший «Торгут Рейс».
В Греции сражению у Элли придавалось историческое значение, считая, что именно после него Османская империя фактически утратила контроль на акваторией Эгейского моря и вынуждена была смириться с дальнейшей (до греческого поражения в 1922 году) греческой экспансией в Айдын (Иония) и Малую Азию. Фактически победа греческого флота закрепила произошедшее в Первую Балканскую войну освобождение от многовекового турецкого гнёта северо- и восточно-эгейских островов, в том числе Лесбос, Хиос, Лемнос и Самос, что, таким образом, завершили процесс энозиса (воссоединения) с континентальной Грецией. Однако в Турции неудаче при Элли не придавали столь большого значения. Боевой дух османского флота после сражения всё же вырос, поэтому в скором времени турецкое командование вновь попыталось разгромить греческую блокирующую эскадру (см. Сражение при Лемносе).